# Alcis perfurcana
Alcis perfurcana är en fjärilsart som beskrevs av Eugen Wehrli 1943. Alcis perfurcana ingår i släktet Alcis och familjen mätare. Inga underarter finns listade i Catalogue of Life.